# Abai (Kasachstan)
Abai (kasachisch und russisch Абай) ist eine Stadt in Kasachstan mit rund 29.000  Einwohnern. Sie liegt im Gebiet Qaraghandy, 30 Kilometer südwestlich der Stadt Qaraghandy.

## Bevölkerung
Von der Bevölkerung sind ca. 54 % Russen und 21 % Kasachen, daneben gibt es eine Vielzahl anderer Nationalitäten.

## Geschichte
Die Stadt wurde 1949 als Siedlung Scherubaj-Nura (kasachisch Шерубай-Нұра; russisch Чурубай-Нура)  gegründet. Den heutigen Namen trägt die Stadt seit 1961. Sie wurde nach dem kasachischen Dichter Abai Qunanbajuly benannt.

## Wirtschaft
Die Wirtschaft ist wie in den meisten Städten in der Umgebung von Qaraghandy vom Bergbau geprägt.

## Söhne und Töchter der Stadt
- Rimantas Jonas Dagys (* 1957), litauischer Politiker
- Andreas Buller (* 1961), deutsch-russischer Philosoph, Geschichtstheoretiker und Autor
- Natalja Ragosina (* 1976), russische Boxerin
- Heinrich Popow (* 1983), deutscher Leichtathlet
- Serik Säpijew (* 1983), kasachischer Boxer
- Dsinara Alimbekawa (* 1996), belarussische Biathletin
- Abylaichan Schüssipow (* 1997), Amateurboxer